# Public Schools Act 1868
Public Schools Act 1868 var ett beslut i Storbritanniens parlament från 1868. Genom det reglerades nio olika så kallade pojkskolor.
Beslutet togs efter en rapport från Clarendonkommissionen, som mellan 1861 och 1864 undersökte förhållanden och missförhållanden som under århundradena växt fram  vid nio olika skolor, av vilka sex fanns i London:
- Charterhouse School
- Eton College
- Harrow School
- Merchant Taylors' School
- Rugby School
- Shrewsbury School
- St Paul's School
- Westminster School
- Winchester College

Genom beslutet överfördes ansvaret från brittiska staten, eller Engelska kyrkan, och en styrelse för varje skola skapades. Därefter utvecklades skolorna snabbt, efter att undervisningen tidigare letts av prästerskapet, till en bredare omfattning av ämnen.

### Fotnoter
1. ↑  Colin Shrosbree (November 1988). Public schools and private education: the Clarendon Commission, 1861–64, and the Public Schools acts. Manchester University Press ND. sid. 12–. ISBN 978-0-7190-2580-8. http://books.google.com/books?id=1RcNAQAAIAAJ&pg=PA12. Läst 15 maj 2011
2. ↑  An Act to make further Provision for the good Government and Extension of certain Public Schools in England, in: Great Britain (1868). AA collection of the public general statutes passed in the Thirty-first and Thirty-second year of the reign of Her Majejety the Queen Victoria. sid. 560–571. http://books.google.com/books?id=AVcMAQAAMAAJ. Läst 15 maj 2011
3. ↑  Great Britain (1807). The statutes of the United Kingdom of Great Britain and Ireland, passed in the ... (1807–69).. His Majesty's statute and law Printers. sid. 190–. http://books.google.com/books?id=I7MuAAAAIAAJ&pg=PA190. Läst 15 maj 2011